# Benita Kärt
Benita Kärt est une poétesse et espérantiste estonienne née le 18 décembre 1905 à Tallinn et morte le 10 février 1993.

## Biographie
Benita Kärt nait le 18 décembre 1905 à Tallinn, en Estonie, de Jakob Lösser et Anne Mea,,.
Elle apprend l’espéranto en 1928 et rejoint l’Espero, mouvement des espérantistes estoniens.

## Œuvres
- (eo) Benita Kärt, Miozoto, 1970, 31 p.